# Popoyatlajco
Popoyatlajco är en ort i Mexiko.   Den ligger i kommunen Chilapa de Álvarez och delstaten Guerrero, i den södra delen av landet, 210 km söder om huvudstaden Mexico City. Popoyatlajco ligger 1 741 meter över havet och antalet invånare är 592.
Terrängen runt Popoyatlajco är kuperad norrut, men söderut är den bergig. Runt Popoyatlajco är det glesbefolkat, med 20 invånare per kvadratkilometer. Närmaste större samhälle är Chilapa de Alvarez, 14,4 km nordost om Popoyatlajco. I omgivningarna runt Popoyatlajco växer huvudsakligen savannskog.